# نافذة أبهرية

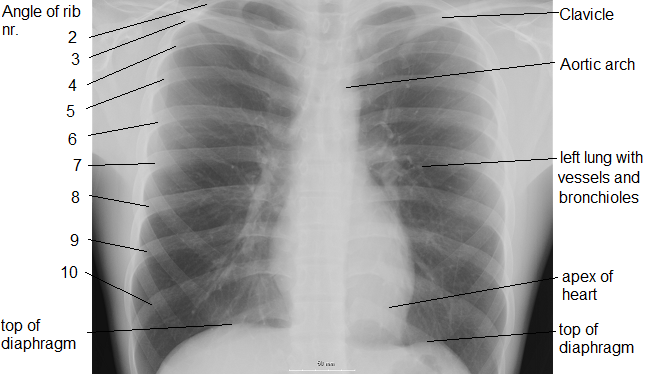
صورة أشعة للصدر مع الأجزاء الزاوية من الضلوع وتظهر بعض المعالم الموسومة.

النافذة الأبهرية هي منطقة شفيفة للأشعة بطبيعتها تقع تحت قوس الأبهر. وتتكون عن طريق الانشعاب من الرغامي ومحجوبة بـالجذع الرئوي. ويمكن رؤيتها في صورة الأشعة الأمامية المائلة لـالقلب والأوعية الكبيرة.
ويمكن الاستفادة منها في التعرف على العقدة اللمفية.
وحوافها هي الأذين الأيسر والعمود الفقري وقوس الأبهر..